# 154e division d'infanterie Murge
La 154e Division d'infanterie Murge (en italien : 154ª Divisione fanteria "Murge") était une division d'infanterie de l'armée italienne pendant la Seconde Guerre mondiale. 

## Historique
La Division Murge était une division d'infanterie formée en avril 1942. 
Envoyée en Croatie comme troupe d'occupation, elle prend part à l'opération Schwarz, considérée comme la 5e offensive anti-Partisans, en Yougoslavie qui connaitra son point culminant lors de la bataille de la Sutjeska puis elle participe à la bataille de la Neretva. 
Elle est démantelée par les Alliés après la capitulation italienne en septembre 1943.

## Ordre de bataille
- 259e régiment d'infanterie Murge
- 260e régiment d'infanterie Murge
- 154e bataillon d'armes
- 154e régiment d'artillerie
- 154e bataillon anti-tank
- 1 section de carabiniers
- 1 section médicale
- 1 section de transport motorisé